# La Boissière-des-Landes
La Boissière-des-Landes is een gemeente in het Franse departement Vendée (regio Pays de la Loire) en telt 1217 inwoners (2005). De plaats maakt deel uit van het arrondissement Les Sables-d'Olonne.

## Geografie
De oppervlakte van La Boissière-des-Landes bedraagt 23,5 km², de bevolkingsdichtheid is 51,8 inwoners per km².
De onderstaande kaart toont de ligging van La Boissière-des-Landes met de belangrijkste infrastructuur en aangrenzende gemeenten.

## Demografie
Onderstaande figuur toont het verloop van het inwonertal (bron: INSEE-tellingen).

1. ↑  Populations de référence 2022.